# Toiagul lui Esculap

Toiagul lui Aesculap (Asclepios)

Toiagul lui Esculap este un baston pe care este încolăcit un șarpe, în prezent este simbolul științelor medicale respectiv medicină și farmacologie. 
Un simbol asemănător din mitologia greacă este bastonul lui Hermes, numit caduceu.